# Spathalium audouini
Spathalium audouini is een rechtvleugelig insect uit de familie Ommexechidae. De wetenschappelijke naam van deze soort is voor het eerst geldig gepubliceerd in 1836 door Blanchard.